# Handsome : Une comédie policière Netflix
 (décembre 2023).
Si vous disposez d'ouvrages ou d'articles de référence ou si vous connaissez des sites web de qualité traitant du thème abordé ici, merci de compléter l'article en donnant les références utiles à sa vérifiabilité et en les liant à la section « Notes et références ».
Pour plus de détails, voir Fiche technique et Distribution.
Handsome : Une comédie policière Netflix (Handsome: A Netflix Mystery Movie) est une comédie policière américaine réalisée par Jeff Garlin, sortie en 2017.

## Synopsis
L'histoire se déroule à Los Angeles et suit Gene Handsome (Jeff Garlin), un détective de la police de Los Angeles qui enquête sur le meurtre d'une femme. Handsome est un homme solitaire et introverti, qui a du mal à se connecter avec les autres. Alors qu'il mène son enquête, il se retrouve impliqué dans une série de situations comiques et absurdes, tout en essayant de résoudre le mystère du meurtre.

## Fiche technique
- Titre : Handsome
- Réalisation : Jeff Garlin
- Scénario : Jeff Garlin et Andrea Seigel
- Musique : Adam Blau
- Photographie : Russ T. Alsobrook
- Montage : John Daigle
- Production : Jeff Garlin, Andy Meyer et Kevin Messick
- Sociétés de production : Netflix et Garlin Pictures
- Société de distribution : Netflix
- Pays d'origine : États-Unis
- Langue originale : anglais
- Format : couleur
- Genre : comédie policière
- Durée : 81 minutes
- Dates de sortie :
  - (Netflix)

## Distribution
- Jeff Garlin (VF : Pascal Casanova) : Gene Handsome
- Natasha Lyonne (VF : Dorothée Pousséo) : l'inspecteur Fleur Scozzari
- Amy Sedaris (VF : Brigitte Aubry) : le lieutenant Tucker
- Leah Remini : Esta
- Christine Woods (VF : Stéphanie Hédin) : Nora Vanderwheel
- Steven Weber (VF : Cyrille Monge) : le capitaine Lippencot
- Megan Ferguson (VF : Elsa Bougerie) : Amanda
- Dave Sheridan : l'homme peu précis
- Josie Totah : Charles
- Ava Acres (en) : Carys Vanderwheel
- Chris Redd (en) (VF : Françoua Garrigues) : l'inspecteur Gunner
- Timm Sharp (en) (VF : Stéphane Ronchewski) : Lloyd Vanderwheel
- Hailee Keanna Lautenbach : Heather Dromgoole
- Eddie Pepitone (en) : Durante
- Joe Kenda (en) (VF : Jean-Bernard Guillard) : le lieutenant Joe Kenda
- Kaley Cuoco (VF : Pascale Chemin) : elle-même

 Source et légende : version française (VF) sur RS Doublage

## Accueil critique
Le film Handsome a reçu des critiques mitigées de la part des critiques. Sur le site Web de l'agrégateur de critiques Rotten Tomatoes, le film détient une note d'approbation de 50% basée sur 10 critiques, avec une note moyenne de 5,2/10. Sur Metacritic, le film a une note de 47 sur 100, basée sur 5 critiques, indiquant des "critiques mitigées ou moyennes".